# Goofy (serie cinematográfica)
Goofy es una serie de cortometrajes animados de comedia producidos por Walt Disney Productions. La serie comenzó en 1939 con Goofy and Wilbur y finalizó en 2007 con How to Hook Up Your Home Theater. La serie es protagonizada por el personaje titular Goofy (también conocido como "Tribilín" en Hispanoamérica), introducido en la serie de cortometrajes Mickey Mouse como uno de los amigos de Mickey.

## Producción
Los cortometrajes fueron producidos por Walt Disney Productions, y distribuidos por RKO Radio Pictures (posteriormente los cortos siendo distribuidos por Buena Vista Distribution en relanzamientos). Al igual que otros cortos animados de Disney en la era dorada de la animación estadounidense protagonizados por otros personajes, los cortos comenzaban con un estallido estelar con un primer plano de la cara de Goofy, seguido por el título "A Walt Disney Goofy", o "Walt Disney Presents Goofy" en algunos cortos.
Los cortos incluyen una sub-serie conocida como "How to..." ("Cómo..."), los cuales muestran a Goofy en situaciones que explican al público cómo hacer diferentes tipos de actividades, ya sean deportes, ejercer en diferentes profesiones, o tipos de pasatiempos, siendo siempre explicados por un narrador. Otros cortometrajes similares también comenzaban con el título "The Art of..." ("El arte de...").
Durante finales de la década de 1940 y la década de 1950, se mostraba a Goofy en historias de un "hombre común", siendo presentado como un hombre urbano en situaciones cotidianas. En estos cortos, siendo referido por el nombre de "George Geef" y teniendo un aspecto más humanizado.
También durante la década de 1950 Goofy protagonizó cuatro cortometrajes bajo el título "Fathers" ("Padres"), mostrando a Goofy ejerciendo como padre con su hijo, Goofy Junior (quien años después comenzaría a ser conocido como "Max Goof").
Desde 1939 hasta 1953 se estrenó anualmente al menos un cortometraje de la serie Goofy, con un cortometraje adicional (How to Hook Up Your Home Theater) siendo estrenado en 2007. La mayoría de los cortos fueron dirigidos por Jack Kinney.

## Lista de películas
La siguiente es una lista de los cortometrajes de Goofy. Los títulos se muestran en su versión original en inglés, mostrándose en paréntesis el título en español.
La lista no incluye cortos de otras series donde Goofy aparezca, como las de la serie Mickey Mouse, la serie Donald & Goofy, u otros cortometrajes de Walt Disney Productions que no sean parte de la serie Goofy, ni cortos de Goofy hechos como parte de los episodios de la serie de televisión Mickey Mouse Works.

### 1939
| # | Título                            | Director    | Estreno             |
| --- | --------------------------------- | ----------- | ------------------- |
| 1 | Goofy and Wilbur (Goofy y Wilbur) | Dick Huemer | 17 de marzo de 1939 |
| Goofy se va de pesca junto a su saltamontes mascota, Wilbur, quien ejerce como cebo saltando sobre el agua para atraer a los peces. Otras apariciones: Wilbur |                                   |             |                     |

### 1940
| # | Título                                 | Director    | Estreno                 |
| --- | -------------------------------------- | ----------- | ----------------------- |
| 2 | Goofy's Glider (El planeador de Goofy) | Jack Kinney | 22 de noviembre de 1940 |
| Goofy intenta volar con un pequeño planeador, mientras el Narrador explica diferentes formas en las que puede despegar, pero siempre se encuentra con diferentes contratiempos al hacerlo. Otras apariciones: Narrador (voz; debut del personaje) |                                        |             |                         |

### 1941
| # | Título                                                 | Director    | Estreno                 |
| --- | ------------------------------------------------------ | ----------- | ----------------------- |
| 3 | Baggage Buster (El chico de las maletas)               | Jack Kinney | 18 de abril de 1941     |
| Goofy es el encargado del equipaje en una estación de tren. Cuando tiene que facturar el baúl de un mago, tiene problemas cuando un conejo sale de una chistera y el animal no quiere volver al interior. Posteriormente, Goofy tiene otro problema cuando el baúl comienza a flotar, o salir diferente utilería del interior, incluyendo una capa que hace aparecer diferentes tipos de animales. Otras apariciones: Conejo, Toro; cameo de Pluto |                                                        |             |                         |
| 4 | The Art of Skiing (El arte de esquiar)                 | Jack Kinney | 14 de noviembre de 1941 |
| El Narrador utiliza a Goofy como ejemplo para explicar cómo esquiar, mostrando diferentes estilos. Otras apariciones: Narrador (voz) Notas: El corto introduce el famoso "Grito de Goofy" ("Eeeeeeeeeh ho ho hooey!"). |                                                        |             |                         |
| 5 | The Art of Self Defense (El arte de la defensa propia) | Jack Kinney | 26 de diciembre de 1941 |
| El Narrador explica cómo la defensa propia ha evolucionado a través de los tiempos, utilizando como ejemplo a Goofy ejerciendo diferentes papeles de varias épocas. Hasta que finalmente, explica mediante Goofy cómo boxear. Otras apariciones: Narrador (voz) |                                                        |             |                         |

### 1942
| # | Título                                       | Director    | Estreno                |
| --- | -------------------------------------------- | ----------- | ---------------------- |
| 6 | How to Play Baseball (Cómo jugar al béisbol) | Jack Kinney | 18 de abril de 1942    |
| El Narrador explica cómo es el juego del béisbol utilizando como ejemplo a Goofy en las diferentes posiciones que hay en el equipo y las diferentes jugadas que pueden hacer. Otras apariciones: Narrador (voz) Notas: Primer cortometraje en la serie "How to..." ("Cómo..."). |                                              |             |                        |
| 7 | The Olympic Champ (El Campeón Olímpico)      | Jack Kinney | 9 de octubre de 1942   |
| El Narrador cuenta la historia de los Juegos Olímpicos, y usa a Goofy para explicar las diferentes competiciones deportivas que hay en dicho acontecimiento. Otras apariciones: Narrador (voz)                                                                                  |                                              |             |                        |
| 8 | How to Swim (Cómo nadar)                     | Jack Kinney | 23 de octubre de 1942  |
| Se muestra a Goofy en una explicación de cómo nadar mientras el Narrador explica los pasos que hay que se deben hacer. Otras apariciones: Narrador (voz) |                                              |             |                        |
| 9 | How to Fish (Cómo pescar)                    | Jack Kinney | 9 de diciembre de 1942 |
| Tras una explicación del Narrador de cómo se inicia el instinto para pescar, utiliza a Goofy como ejemplo de pescador para mostrar cómo pescar. Otras apariciones: Narrador (voz)                                                                                               |                                              |             |                        |

### 1943
| # | Título                                        | Director    | Estreno             |
| --- | --------------------------------------------- | ----------- | ------------------- |
| 10 | Victory Vehicles (El Vehículo de la Victoria) | Jack Kinney | 30 de julio de 1943 |
| El Narrador explica cómo los ciudadanos (interpretados por Goofy) improvisan diferentes vehículos debido a la escasez de automóviles. Al final, el pogo saltarín siendo su solución para desplazarse. Otras apariciones: Narrador (voz); cameo de Pluto |                                               |             |                     |

### 1944
| # | Título                                                | Director    | Estreno                  |
| --- | ----------------------------------------------------- | ----------- | ------------------------ |
| 11 | How to Be a Sailor (Cómo ser marinero)                | Jack Kinney | 28 de enero de 1944      |
| A través de personajes en diferentes períodos de la historia (interpretados por Goofy), el Narrador explica cómo han evolucionado los tipos de marineros a lo largo de los tiempos. Otras apariciones: Narrador (voz)                                                                                        |                                                       |             |                          |
| 12 | How to Play Golf (Cómo jugar al golf)                 | Jack Kinney | 10 de marzo de 1944      |
| Goofy sirve de ejemplo de cómo jugar al golf, mientras el Narrador explica los pasos a seguir. Un monigote golfista también ejerce de guía. Otras apariciones: Narrador (voz), Monigote Golfista, Toro |                                                       |             |                          |
| 13 | How to Play Football (Cómo jugar al fútbol americano) | Jack Kinney | 15 de septiembre de 1944 |
| El Narrador explica cómo jugar al fútbol americano, con Goofy en el papel de los jugadores, árbitro, entrenador y espectadores. Otras apariciones: Narrador (voz) Notas: Nominada para Óscar al mejor cortometraje animado, siendo la única caricatura dentro de la serie Goofy en recibir dicha nominación. |                                                       |             |                          |

### 1945
| # | Título                                       | Director    | Estreno                  |
| --- | -------------------------------------------- | ----------- | ------------------------ |
| 14 | Tiger Trouble (Mis problemas con los tigres) | Jack Kinney | 5 de enero de 1945       |
| Montado en su elefanta, Goofy se va a cazar tigres a la selva mientras el Narrador explicas sus acciones. Otras apariciones: Narrador (voz), Dolores la Elefanta (debut del personaje), Raja el Tigre |                                              |             |                          |
| 15 | African Diary (Mi diario africano)           | Jack Kinney | 20 de abril de 1945      |
| Goofy relata las vivencias en África anotadas en su diario, contando su viaje por la sabana, donde termina en problemas con un rinoceronte. Otras apariciones: Rinoceronte negro, Picapulgas          |                                              |             |                          |
| 16 | Hockey Homicide (Homicidio en el hockey)     | Jack Kinney | 21 de septiembre de 1945 |
| El Narrador comenta las jugadas de un partido de hockey sobre hielo, en el cual Goofy interpreta a los jugadores, árbitro y espectadores. Otras apariciones: Narrador (voz)                           |                                              |             |                          |

### 1946
| # | Título                                    | Director    | Estreno                 |
| --- | ----------------------------------------- | ----------- | ----------------------- |
| 17 | A Knight for a Day (Caballero por un día) | Jack Hannah | 8 de marzo de 1946      |
| En la Edad Media, el Narrador comenta las acciones de un torneo medieval, con los personajes presentes siendo interpretados por Goofy. El personaje central siendo Cedric, un escudero que se hace pasar por su amo, Sir Loinsteak, después de que este último quedara inconsciente. En el torneo, Cedric se enfrenta a Sir Cumference con el objetivo de poder casarse con la Princesa Esmeralda tras su victoria. Otras apariciones: Narrador (voz) |                                           |             |                         |
| 18 | Double Dribble (Al rebote)                | Jack Hannah | 20 de diciembre de 1946 |
| El Narrador comenta las jugadas de un partido de baloncesto, en el cual Goofy interpreta a los jugadores, árbitro, entrenador y espectadores. Uno de los personajes siendo Merrithew, un jugador de baja estatura al que los demás no toman en serio. Otras apariciones: Narrador (voz) |                                           |             |                         |

### 1947
| # | Título                      | Director    | Estreno               |
| --- | --------------------------- | ----------- | --------------------- |
| 19 | Foul Hunting (Caza de aves) | Jack Hannah | 31 de octubre de 1947 |
| Para cazar patos, Goofy utiliza un pato de juguete para atraerlos, pero cuando el juguete se cruza con un pato de verdad, Goofy no sabe qué pato es falso y cual de los dos es auténtico. Tras descubrir al verdadero pato, le persigue para cazarlo, pero su torpeza le dificulta constantmenete para cazarle a él y a otros patos. Otras apariciones: Patos |                             |             |                       |

### 1948
| # | Título                      | Director       | Estreno              |
| --- | --------------------------- | -------------- | -------------------- |
| 20 | They're Off (Y allá van)    | Jack Hannah    | 23 de enero de 1948  |
| El Narrador explica cómo es la afición a las carreras de caballos, con Goofy en el papel de los aficionados y los jockeys. Otras apariciones: Narrador (voz), Instantáneo el Caballo, Moe el Viejo                                                              |                             |                |                      |
| 21 | The Big Wash (El gran baño) | Clyde Geronimi | 6 de febrero de 1948 |
| En un circo, Dolores la Elefanta despierta a su cuidador, Goofy, para que le dé de comer. Tras ello, Goofy se prepara para darle un baño a Dolores, pero ella se niega, y se esconde de Goofy para evitar darse un baño. Otras apariciones: Dolores la Elefanta |                             |                |                      |

### 1949
| # | Título                            | Director    | Estreno                  |
| --- | --------------------------------- | ----------- | ------------------------ |
| 22 | Tennis Racquet (Raqueta de tenis) | Jack Kinney | 26 de agosto de 1949     |
| Goofy es el locutor en un partido de tenis, con los jugadores (el Gran Ben y el Pequeño Joe), el jardinero de la cancha y los espectadores siendo interpretados también por él.                                                                               |                                   |             |                          |
| 23 | Goofy Gymnastics (Goofy gimnasta) | Jack Kinney | 23 de septiembre de 1949 |
| El Narrador anima a Goofy para comprarse un equipo de gimnasia con el que hacer ejercicio en casa y ganar músculo, el cual incluye un disco en el que un entrenador le explica los pasos que debe seguir. Otras apariciones: Entrenador (voz), Narrador (voz) |                                   |             |                          |

### 1950
| # | Título                            | Director    | Estreno                |
| --- | --------------------------------- | ----------- | ---------------------- |
| 24 | Motor Mania (Locos por el motor)  | Jack Kinney | 30 de junio de 1950    |
| El Narrador usa al Sr. Walker (interpretado por Goofy) como ejemplo para mostrar cómo las personas pueden volverse locas al volante cuando se desplazan en sus coches. Otras apariciones: Narrador (voz; referido como "Sr. Geef")                                                   |                                   |             |                        |
| 25 | Hold That Pose (Mira a la cámara) | Jack Kinney | 3 de noviembre de 1950 |
| Goofy practica la fotografía como afición, con el Narrador dando indicaciones. Goofy intenta fotografiar a un oso, el cual termina enfadándose y persiguiendo a Goofy, quien aun así intenta sacar la foto. Otras apariciones: Narrador (voz), el Oso Humphrey (debut del personaje) |                                   |             |                        |

### 1951
| # | Título                                                          | Director    | Estreno                 |
| --- | --------------------------------------------------------------- | ----------- | ----------------------- |
| 26 | Lion Down (La siesta del león)                                  | Jack Kinney | 5 de enero de 1951      |
| Goofy quiere relajarse en una hamaca en su jardín. Al ver lo cómoda que parece, Louie el Puma quita a Goofy de la hamaca para tumbarse él. Pronto comienza una batalla entre ambos en la que constantemente uno intanta quitar al otro de la hamaca de alguna forma para poder tumbarse en su lugar. Otras apariciones: Louie el Puma                                   |                                                                 |             |                         |
| 27 | Home Made Home (Hogar dulce hogar)                              | Jack Kinney | 23 de marzo de 1951     |
| Goofy construye una casa en la que vivir, mientras el Narrador explica los pasos a seguir en la construcción. Otras apariciones: Narrador (voz) |                                                                 |             |                         |
| 28 | Cold War (La guerra fría)                                       | Jack Kinney | 27 de abril de 1951     |
| Goofy (bajo el nombre de "George Geef") debe dejar el trabajo y marcharse a casa cuando comienza a estar resfriado, llegando a sentirse terriblemente mal. Otras apariciones: Narrador (voz), virus del Resfriado, Sra. Geef, Jefe de Geef Notas: Primera aparición de Goofy bajo la identidad de "George Geef".                                                        |                                                                 |             |                         |
| 29 | Tomorrow We Diet! (Mañana, a dieta)                             | Jack Kinney | 29 de junio de 1951     |
| Un obeso Goofy comienza a tener problemas a causa de su sobrepeso, por lo que decide ponerse a dieta. Sin embargo, la comida no deja de ser una tentación para él. Otras apariciones: Narrador (voz) |                                                                 |             |                         |
| 30 | Get Rich Quick (Cómo hacerse rico rápido)                       | Jack Kinney | 31 de agosto de 1951    |
| Goofy (como George Geef) es un aficionado a las apuestas a causa de que piensa que así podrá hacerse rico algún día. Sin embargo, siempre termina perdiendo dinero. Otras apariciones: Narrador (voz), Sra. Geef |                                                                 |             |                         |
| 31 | Fathers Are People (Los padres son personas)                    | Jack Kinney | 21 de octubre de 1951   |
| Goofy (George Geef) se convierte en padre, siendo un duro trabajo el tener que cambiar pañales y preparar un biberón en plena noche. Cuando su hijo crece, las cosas no mejoran, pues el niño resulta ser bastante travieso. Otras apariciones: Goofy Junior (debut del personaje), Sra. Geef, Narrador (voz); cameo de Mickey Mouse en una imagen en la cuna de Junior |                                                                 |             |                         |
| 32 | No Smoking (No fumar [Hispanoamérica]/Prohibido fumar [España]) | Jack Kinney | 23 de noviembre de 1951 |
| El Narrador cuenta la historia del tabaco y el hábito de fumar de la gente a través de los tiempos. En la actualidad, Goofy (en su identidad de George Geef) es un fumador empedernido que decide dejar el tabaco cuando comienza a sentarle mal. Sin embargo, sufre constantemente el deseo de fumar. Otras apariciones: Narrador (voz)                                |                                                                 |             |                         |

### 1952
| # | Título                                                    | Director    | Estreno                 |
| --- | --------------------------------------------------------- | ----------- | ----------------------- |
| 33 | Father's Lion (El puma de papá)                           | Jack Kinney | 2 de enero de 1952      |
| Goofy (en su identidad de George Geef) lleva a su hijo de caza al bosque, donde comienzan a ser acechados por Louie el Puma. Otras apariciones: Goofy Junior, Louie el Puma |                                                           |             |                         |
| 34 | Hello Aloha (Hola, Aloha)                                 | Jack Kinney | 19 de febrero de 1952   |
| Goofy (como George Geef) está estresado de su trabajo, por lo que se toma unas vacaciones en una isla paradisíaca de Hawái, en la cual decide quedarse. Otras apariciones: Narrador (voz), Jefe de Geef |                                                           |             |                         |
| 35 | Teachers Are People (Los profesores también son personas) | Jack Kinney | 6 de abril de 1952      |
| El Narrador explica los acontecimientos de un día cualquiera en una escuala. Donde el profesor, Goofy, tiene algunos problemas con George, uno de sus traviesos estudiantes. Otras apariciones: Narrador (voz), George, los Niños |                                                           |             |                         |
| 36 | Two-Gun Goofy (Goofy Dos Pistolas)                        | Jack Kinney | 19 de mayo de 1952      |
| Pete Pistola siembra el caos en el Viejo Oeste. Tras que Goofy frustrara sin darse cuenta un atraco suyo a una diligencia, Pete busca venganza. En el pueblo, Pete comienza a perseguir a Goofy, quien se esconde de él. Otras apariciones: Pete (Pedro en Hispanoamérica), Señorita, Vendedor de ataúdes |                                                           |             |                         |
| 37 | Man's Best Friend (El mejor amigo del hombre)             | Jack Kinney | 21 de junio de 1952     |
| Goofy adopta un perro al que llama Bowser. El Narrador explica las diferentes acciones de Goofy para adiestrarle, aunque el perro no deja de ser un revoltoso. Otras apariciones: Bowser, Narrador (voz) |                                                           |             |                         |
| 38 | Two Weeks Vacation (Dos semanas de vacaciones)            | Jack Kinney | 21 de octubre de 1952   |
| Al comenzar sus vacaciones, Goofy hace un viaje en carretera en el que en poco tiempo debe llevar el coche a reparar. También en su viaje tiene varios encuentros desafortunados con una caravana. Durante la noche, también tiene problemas para encontrar un alojamiento donde poder dormir. Otras apariciones: Narrador (voz), Mecánico                                                                           |                                                           |             |                         |
| 39 | How to Be a Detective (Cómo ser un detective)             | Jack Kinney | 21 de diciembre de 1952 |
| Goofy (como "Johnny Eyeball") es un detective privado al que una dama le pide ayuda para encontrar a Al. Además de tener el problema de no saber quién es Al, tanto el sheriff de la ciudad (Pete) como un atracador (una Comadreja) le exigen continuamente que se mantenga alejado del caso de Al. Otras apariciones: Pete, Comadreja, Señorita, Narrador (voz); cameo de Mickey Mouse en la imagen de una revista |                                                           |             |                         |

### 1953
| # | Título                                                   | Director    | Estreno                 |
| --- | -------------------------------------------------------- | ----------- | ----------------------- |
| 40 | Father's Day Off (El día libre del padre)                | Jack Kinney | 23 de marzo de 1953     |
| Mientras la esposa de Goofy (en su identidad de George Geef) está fuera de casa, él se hace cargo de la casa haciendo las tareas domésticas y cuidando de su hijo. Pronto, encargarse de demasiadas cosas a la vez comienza a desatar el caos en la casa. Otras apariciones: Goofy Junior, Sra. Geef, Rover, Betty Hill; cameo de Pete                                                                                        |                                                          |             |                         |
| 41 | For Whom the Bulls Toil (¿Por quién embisten los toros?) | Jack Kinney | 20 de mayo de 1953      |
| Goofy llega a México, donde tras esquivar sin darse cuenta los ataques de un toro bravo, los lugareños le confunden con un torero. Por lo cual, le meten en la plaza para torear, donde Goofy huye constantemente del toro. Otras apariciones: Narrador (voz), Toro |                                                          |             |                         |
| 42 | Father's Week-End (El fin de semana de papá)             | Jack Kinney | 21 de junio de 1953     |
| Goofy (como George Geef) intenta relajarse un domingo, pero a l no poder dormir a causa de los constantes ruidos, decide levantarse de la cama. Posteriormente sigue intentando relajarse, pero debe llevar a Junior a la playa debido a de que se lo prometió. Una vez en la playa, Junior arrastra a su padre a la feria de al lado, donde entran en varias atracciones. Otras apariciones: Goofy Junior, Sra. Geef, Bowser |                                                          |             |                         |
| 43 | How to Dance (Cómo bailar)                               | Jack Kinney | 11 de julio de 1953     |
| El Narrador utiliza a Goofy de ejemplo para explicar cómo bailar. Otras apariciones: Narrador (voz) |                                                          |             |                         |
| 44 | How to Sleep (Cómo dormir)                               | Jack Kinney | 25 de diciembre de 1953 |
| El Narrador explica cómo dormir de diferentes maneras utilizando a Goofy de ejemplo. Cuando una noche le cuesta dormir, un científico le analiza para encontrar la raíz de su problema. Otras apariciones: Narrador (voz), Científico; cameos de la Sra. Geef, el Jefe de Geef, y Bruno de La Cenicienta |                                                          |             |                         |

### 2007
| # | Título                                                                      | Director                    | Estreno                 |
| --- | --------------------------------------------------------------------------- | --------------------------- | ----------------------- |
| 45 | How to Hook Up Your Home Theater (Cómo conectar tu sistema de cine en casa) | Kevin Deters Stevie Wermers | 21 de diciembre de 2007 |
| Goofy sirve de ejemplo de cómo conectar un sistema de cine en casa, con el Narrador explicando los pasos a seguir. Otras apariciones: Narrador (voz) |                                                                             |                             |                         |

## El Narrador
El Narrador debutó en el cortometraje de 1940 Goofy's Glider sirviendo como guía para Goofy, tras ello convirtiéndose en un personaje estable que aparece en la mayoría de los cortometrajes de Goofy, sirviendo como guía para las actividades de Goofy en los cortos de la serie "Cómo...", o simplemente narrando las acciones de Goofy en otros cortos. El Narrador también está presente en otros cortometrajes protagonizados por Goofy fuera de la serie oficial de Goofy, incluidos Californy'er Bust (1945), Aquamania (1961), Freewayphobia (1965), Goofy's Freeway Troubles (1965) y The Art of Vacationing (2012).
El Narrador también ha aparecido en otros medios relacionados con Goofy, como la serie de televisión La Tropa Goofy (donde comenzó a ser acreditado como “The 'How-to' Narrator” [“El Narrador de 'Cómo'”]), donde tiene una participación recurrente en situaciones similares a los cortometrajes de "Cómo...", en los que explica a modo de guía las acciones de los personajes.
En la serie de televisión Mickey Mouse Works y su serie derivada House of Mouse, el Narrador sirve como guía para las acciones de Goofy en las historietas animadas protagonizados por él, que también se presentan bajo el título "Cómo...", o forman parte de la serie "Goofy's Extreme Sports". En la trama principal del episodio "Super Goof" de House of Mouse, el Narrador también explica la historia de Goofy y su nueva identidad de superhéroe.
El Narrador también está presente en los tres episodios de la serie How to Stay at Home. En el episodio "Binge Watching", siendo la única vez que ha sido posible verlo parcialmente, donde se ve brevemente su mano saludando a Goofy para ver si todavía está vivo.
En su verisón original, el Narrador ha tenido varios actores de voz a lo largo de la filmografía de Goofy en cortometrajes y series de televisión, los más recurrentes siendo John McLeish (1940–1951), Fred Shields (1942–1945), Jack Rourke (1951–1952), Alan Reed (1952–1953) y Corey Burton (1992–presente).

## Medios domésticos
Las caricaturas fueron lanzadas en varias formas de medios domésticos, con películas seleccionadas lanzadas en VHS, laserdisc y luego en DVD. Desde 2010, varios de los cortometrajes comenzaron a estar disponibles en servicios digitales.
Hasta el momento, el único lanzamiento en medios domésticos de toda la serie es en el volumen en DVD de dos discos "The Complete Goofy" (2002) de la colección en DVD "Walt Disney Treasures", con excepción de How to Hook Up Your Home Theater, que fue estrenado posteriormente, el cual fue lanzado en medios domésticos como parte de los cortometrajes incluidos en el Blu-ray Walt Disney Animation Studios Short Films Collection (2015).